# 서울올림픽핸드볼경기장
SK올림픽핸드볼경기장(SK Olympic Handball Gymnasium)은 2011년 10월 23일에 개장한 대한민국 최초의 핸드볼 전용 경기장으로 서울특별시 송파구 방이동 올림픽공원 내의 펜싱 경기장을 리모델링하여 건립하였다. SK그룹에서 총 공사비 약 430억 원을 투입하여 리모델링하였으며, 핸드볼 경기에 최적화된 규모와 형태로 조성된 전용 경기장이다. 2009년 8월 22일 이제동이 박명수를 3-0으로 셧아웃시키며 골든마우스를 획득한 박카스 스타리그 2009 결승전과 2010년 2월 소녀시대의 첫 단독콘서트인 Into The New World, 그리고 2012년 2월 11일 인피니트의 Second Invasion 와 2018년 9월 8일 여자친구의 Season of GFRIEND Encore 콘서트 모두 이 곳에서 열리는 등 핸드볼 경기 이외에도 다른 기타 종목 경기 및 공연장으로 사용이 되고 있다.